# Inema Arts Center
 (mai 2024).
Le Centre Inema d'arts est un centre artistique et une galerie d'art situés à Kigali, la capitale du Rwanda,.
Le centre a été fondé par deux peintres en 2012 : Emmanuel Nkuranga et Innocent Nkurunziza dans le but de mettre en valeur les compétences artistiques du Rwanda, en utilisant l'expression créative pour donner la vie à la communauté, au pays et en fournissant une plate-forme aux artistes Banyarwanda.

## Galerie d'art Inema
La galerie d'art Inema présente des portraits, des sculptures et d'autres objets artistiques créés et aussi exposés par les artistes d'Inema. Le centre Inema mène également différents projets et activités visant à promouvoir les arts créatifs au Rwanda, et offrir un forum d'expression créative à travers des ateliers, formations et des enseignements pratique.